# Oxandra macrophylla
Oxandra macrophylla är en kirimojaväxtart som beskrevs av Robert Elias Fries. Oxandra macrophylla ingår i släktet Oxandra och familjen kirimojaväxter. Inga underarter finns listade i Catalogue of Life.